# 小行星4968
小行星4968（英語：4968 Suzamur）是一颗围绕太阳公转的小行星。1986年8月1日，埃莉諾·赫琳在帕洛马山发现了此天体。
这颗小行星的绝对星等为280.620741780155等。